# Alcandre
Nella mitologia greca,  Alcandre  o Alcandra era il nome della moglie di Polibo, re di Tebe d'Egitto.

## Il mito
Alcandre, insieme al marito, ricevette come ospiti Menelao e sua moglie Elena, i quali, nel viaggio di ritorno dalla guerra di Troia, secondo quanto racconta Omero nel IV Libro dell'Odissea, si fermarono a lungo in Egitto. In quell'occasione Alcandre regalò ad Elena una conocchia d'oro e un paniere da lavoro in argento dotato di rotelle e con orli dorati dove ella teneva i filati.

### Moderna
- Robert Graves, I miti greci, Milano, Longanesi, ISBN 88-304-0923-5.
- Angela Cerinotti, Miti greci e di roma antica, Prato, Giunti, 2005, ISBN 88-09-04194-1.
- Anna Maria Carassiti, Dizionario di mitologia classica, Roma, Newton, 2005, ISBN 88-8289-539-4.